# Arizona Coyotes
Die Arizona Coyotes (IPA: [æɹɪˈzoʊnə kaɪˈ(j)əʊtiːs]) sind ein ehemaliges US-amerikanisches Eishockeyfranchise der National Hockey League (NHL) aus der Metropolregion Phoenix im Bundesstaat Arizona. Das Team trug seine Heimspiele zuletzt in der Mullett Arena der Arizona State University aus, bevor die ungelöste Frage nach einer dauerhaften Heimspielstätte letztlich am Ende der Saison 2023/24 zur Einstellung des Spielbetriebes führte. Die Spieler und weiteres Personal wurden dabei vom Utah Hockey Club in Salt Lake City übernommen, der mit der Spielzeit 2024/25 und somit nahtlos aktiv werden soll.
Die Coyotes wurden 1972 als Franchise der World Hockey Association (WHA) unter dem Namen Winnipeg Jets gegründet und nahmen zum Beginn der Saison 1972/73 den Spielbetrieb auf. Nach der Auflösung der WHA im Jahr 1979 wurden die Jets gemeinsam mit drei weiteren Teams in die NHL aufgenommen, in der sie zur Saison 1979/80 erstmals antraten. Vor der Saison 1996/97 erfolgte der Umzug nach Phoenix und die Umbenennung in Phoenix Coyotes, wobei das Team in der Folge in der American West Arena (1996–2003) von Phoenix, der Gila River Arena (2003–2022) von Glendale und zuletzt der Mullett Arena (2022–2024) von Tempe spielte. Der Name Phoenix Coyotes wurde dabei bis zum Ende der Saison 2013/14 beibehalten und zur Saison 2014/15 in Arizona Coyotes geändert.

## Geschichte

### Die frühen Jahre (1996–2005)
Nachdem die Winnipeg Jets an die beiden Geschäftsmänner Steven Gluckstern und Richard T. Burke verkauft worden waren, fand im Sommer 1996 der Umzug des Franchises von Winnipeg nach Glendale statt. Frühere Stars der Jets, wie z. B. Teemu Selänne und Alexei Schamnow, verließen zwar das Team, jedoch wurde Jeremy Roenick von den Chicago Blackhawks verpflichtet. Zusammen mit Keith Tkachuk und Rick Tocchet bildete er fortan die erste Offensivreihe. Zu diesen erfahrenen Spielern kam eine große Anzahl an jungen Talenten, die sich in Arizona etablierten, wie Shane Doan, Oleg Twerdowski und vor allem Torhüter Nikolai Chabibulin, der zum wohl populärsten Coyotes-Spieler der folgenden Jahre wurde und den Spitznamen „Bulin Wall“ trug. Ein weiterer wichtiger Neuzugang war Stürmer Mike Gartner, der von den Toronto Maple Leafs verpflichtet worden war, nach vielen Verletzungen allerdings 1998 zurücktreten musste.
Bis 2002 erreichten die Coyotes mit einer Ausnahme in jedem Jahr die Play-offs, schieden aber auch jedes Mal im Viertelfinale aus. 1999 geschah dies jedoch erst im entscheidenden siebten Spiel gegen die St. Louis Blues. Seit dem Umzug nach Phoenix hat sich die Popularität des Teams enorm gesteigert, Sympathiewerte erlangte man vor allem 2001, als man zwar 90 Saisonpunkte erreichen konnte, die Play-offs dennoch als bestes Team in der NHL-Geschichte nicht erreichte. Dieser Negativ-Rekord wurde jedoch nach der Saison 2006/07 an die Colorado Avalanche abgetreten. 2001 kaufte der Geschäftsmann Steve Ellman das Team von Burke, der schon 1998 Gluckstern ausbezahlt hatte. Weitere Anteile an dem Franchise hält seitdem Wayne Gretzky.
In den folgenden zwei Jahren gelang es den Coyotes nicht, an frühere Erfolge anzuknüpfen, sodass man die Play-offs verpasste. Dies führte zu einem Sinken der Zuschauerzahlen. Zudem hatte ein unvorteilhafter Mietvertrag mit der America West Arena, in der das Team in seinen ersten acht Jahren in Phoenix gespielt hatte, zur Folge, dass das Franchise rote Zahlen schrieb. Hinzu kam, dass die Arena überaltert und nicht auf den Eishockeysport zugeschnitten war und somit die Zuschauerkapazität auf 16.000 herabgesetzt werden musste. Damit spielten die Phoenix Coyotes ein Jahr lang im zweitkleinsten Halle der gesamten Liga. Nachdem mehrere Renovierungsversuche sowie ein Arenaneubau in Scottsdale scheiterten, entschlossen sich die Coyotes, mit der Glendale Arena (die heutige Jobing.com Arena) eine eigene Arena zu bauen, die zur Saison 2003/04 bezogen wurde. Gleichzeitig wurden das Franchise-Logo sowie die Trikot- und Teamfarben geändert, sodass die Coyotes seitdem in gedeckteren Farben auftreten.

### Die Gretzky-Ära (2005–2009)

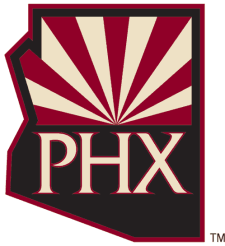
Das neue alternative Logo der Phoenix Coyotes

Am 6. August 2005 verpflichteten die Phoenix Coyotes Brett Hull, NHL-Superstar und Sohn des ehemaligen Jets-Spielers Bobby Hull. Zwei Tage später stellte das Team den Mitbesitzer Wayne Gretzky als neuen Cheftrainer vor, obwohl dieser zuvor noch kein Hockeyteam betreut hatte. Am 8. Oktober wurde der „Coyotes Ring of Honor“ eröffnet und Gretzky sowie Bobby Hull als erste Mitglieder aufgenommen. Eine Woche später erklärte dessen Sohn Brett, dass er seine Karriere nach nur fünf NHL-Spielen für die Coyotes beendet. Am 21. Januar 2006 wurde der ehemalige Jets-Star Thomas Steen als drittes Mitglied in den „Ring of Honor“ aufgenommen. Am 13. April desselben Jahres erklärte Steve Ellman, dass Jerry Moyes die Coyotes sowie die Glendale Arena und das National-Lacrosse-League-Team Arizona Sting übernehmen würde, Wayne Gretzky blieb jedoch weiterhin Mitbesitzer des Teams. Für die Saison 2005/06 planten die Phoenix Coyotes zudem, das alljährliche NHL All-Star Game auszutragen, welches dann schließlich jedoch aufgrund der Olympischen Winterspiele 2006 in Turin abgesagt werden musste.
Am 17. September 2006 kehrte das Franchise in einem Saisonvorbereitungsspiel gegen die Edmonton Oilers noch einmal nach Winnipeg zurück. Im April 2007 wurden die General Manager Michael Barnett und Laurence Gilman, Vizepräsident Cliff Fletcher und der General Manager des Farmteams San Antonio Rampage offiziell von ihren Ämtern entbunden. Die Coyotes beendeten die Saison 2006/07 mit ihrem schlechtesten Ergebnis seit dem Umzug nach Phoenix. Am 29. Mai 2007 erklärte Jeff Shumway, dass Don Maloney einen Vertrag als GM der Coyotes unterzeichnet habe. Aufgrund anhaltender wirtschaftlicher Probleme sowie dem siebten Verpassen der Play-offs in Folge, plante Besitzer Jerry Moyes im Sommer 2009 den Verkauf des Franchises an den kanadischen Geschäftsmann Jim Ballsillie und einen damit verbundenen Umzug der inzwischen insolventen Coyotes nach Hamilton, Ontario. Dieses Vorhaben wurde jedoch durch ein US-amerikanisches Konkursgericht am 15. Juni verhindert.
Die Winnipeg Jets bzw. die Phoenix Coyotes sind bis heute das älteste NHL- und zudem das einzige ehemalige WHA-Team, das noch nie im Finale um den Stanley Cup gestanden hat.

### Eingestellter Spielbetrieb und Umzug nach Utah
Spätestens ab 2021, mit dem anstehenden Auszug aus der Gila River Arena und der damit verbundenen Vorwürfe (s. auch Abschnitt Spielstätten), wurden Gerüchte über einen möglichen Umzug des Teams kolportiert. Nachdem im weiteren Verlauf auch weitere Vorhaben gescheitert waren, in absehbarer Zeit eine neue Heimspielstätte zu bauen, wurde im April 2024 vergleichsweise plötzlich von einem Umzug des Teams nach Utah berichtet.
Konkret kaufte die NHL das Franchise von Alex Meruelo und verkaufte es für 1,2 Milliarden US-Dollar an Ryan Smith, den Eigentümer der Utah Jazz aus der National Basketball Association (NBA). Dort soll der Utah Hockey Club fortan, gemeinsam mit den Jazz, im Delta Center von Salt Lake City auflaufen. Spieler und weiteres Personal der Coyotes gehen dabei in der neuen Mannschaft auf. Formal allerdings handelt es sich bei diesem Vorgang nicht um eine „Relocation“ im engeren Sinne (wie beispielsweise historisch von Québec nach Colorado), stattdessen erhält Utah ein klassisches Expansion Team, während das Franchise der Coyotes inaktiv ist – vergleichbar am ehesten mit der Historie der Cleveland Browns und Baltimore Ravens der NFL. Dies mit dem Hintergrund, dass Alex Meruelo die Rechte am Franchise für weitere fünf Jahre behält, in denen er eine neue Arena für sein Team bauen oder anderweitig finden kann. Gelingt ihm dies nicht, geht das Franchise dauerhaft an die NHL zurück und stellt somit seinen Betrieb endgültig ein.
Am 21. Juni 2024 widerrief das Arizona State Land Department eine Landauktion für ein 110 Hektar großes Grundstück im Norden von Phoenix, das Meruelo als Standort für eine neue Arena erwerben wollte. Drei Tage später, am 24. Juni 2024, wurde berichtet, dass Meruelo den Mitarbeitern mitgeteilt habe, dass er keine Pläne habe, weitere Arena-Optionen für das Team zu verfolgen. Auf der Sitzung des Gouverneursrats am 26. Juni teilte Meruelo Gary Bettman mit, dass er die Reaktivierung der Franchise nicht anstrebe, was zur Folge hat, dass die Coyotes faktisch nicht mehr existieren.

## Spielstätten

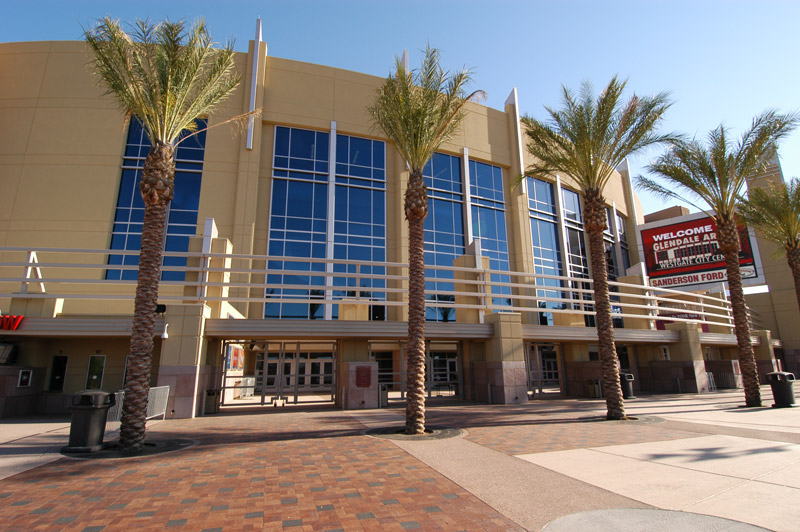
Die Desert Diamond Arena war von 2003 bis 2022 die Spielstätte der Coyotes

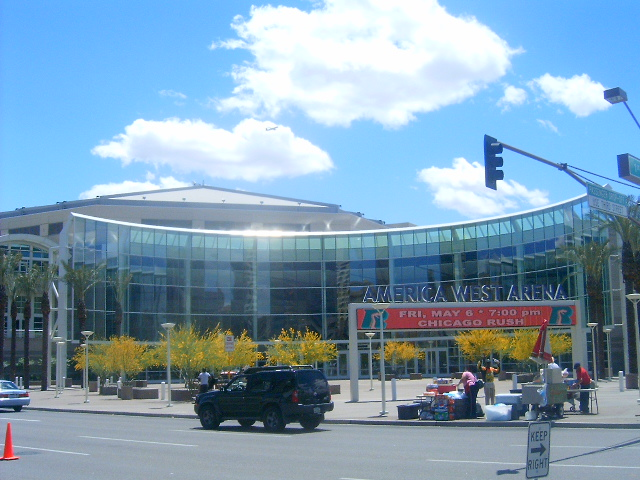
Die damalige America West Arena war von 1996 bis 2003 die Heimat der Coyotes

Von 1996 bis 2003 spielte der Klub in der 1992 eröffneten America West Arena, die bei Eishockeyveranstaltungen eine Kapazität von 16.210 Plätzen hatte. Diese Halle ist die Heimat des NBA-Teams der Phoenix Suns. Die in Phoenix gelegene Halle war nach dem Umzug aus Winnipeg die naheliegende Lösung. In der Praxis stellte sich die Arena jedoch als nur eingeschränkt geeignet heraus. Sie ist zu klein für eine Eishockeyfläche. Die Kapazität wurde zwar bei Eishockeyspielen um gut 2.000 verringert, trotzdem war die Sicht von einigen Sitzen so eingeschränkt, dass man nach einer anderen Lösung suchte, die 2003 mit der Glendale Arena realisiert wurde.
Die Coyotes trugen ihre Heimspiele von 2003 bis 2022 in der Desert Diamond Arena, einer 17.799 Zuschauer fassenden Multifunktionsarena, aus. In den ersten drei Jahren trug die in Glendale, einem Vorort von Phoenix, gelegene Halle den Namen Glendale Arena. Das Namenssponsoring an der Arena hatte seit 2006 die Onlinegesellschaft Jobing.com, diese galten bis 2016. Das Unternehmen zahlte für die gesamte Dauer von zehn Jahren 25 Millionen US-Dollar. Von 2014 bis 2022 hieß die Halle Gila River Arena. Im August 2022 änderte er sich in Desert Diamond Arena.
Die Arizona Coyotes planten zwischenzeitlich den Bau einer neuen Arena. Das gab der Club am 14. November 2016 auf einer Pressekonferenz bekannt. Die Kosten des Projekts sollten sich auf geschätzte 374 Mio. US-Dollar belaufen und zwischen dem Franchise und staatlichen Mitteln geteilt werden. Die Spielstätte sollte in der Nähe der Arizona State University (ASU) im ASU Athletic Facilities District entstehen. Das Arenaprojekt wurde jedoch zurückgezogen, als die ASU im Februar 2017 aus dem Vertrag ausstieg.
Am 19. August 2021 entschieden sich die Stadt Glendale und die Gila River Arena, die Betriebsvereinbarung mit den Coyotes über die Saison 2021/22 hinaus nicht zu verlängern. Einen Monat zuvor war das Franchise in Verhandlungen mit der Stadt Tempe getreten, um dort eine neue Arena zu errichten. Zu dieser reichten sie am 3. September 2021 einen offiziellen Vorschlag ein. Am 8. Dezember 2021 wurde den Coyotes mitgeteilt, dass sie am 20. Dezember 2021 aus der Gila River Arena ausgesperrt werden würden, wenn sie die geschuldeten 1,3 Millionen Dollar an Steuern nicht zahlen würden, darunter 250.000 Dollar an die Stadt Glendale. Das Team bezahlte die Rechnungen am nächsten Tag und nannte „unglückliches menschliches Versagen“ als Ursache für das Problem.
Der Mietvertrag mit der Desert Diamond Arena endete nach der Saison 2021/22. Mitte Februar 2022 wurde bekannt, dass die Coyotes übergangsweise ab der Saison 2022/23 in die Mullett Arena der Arizona State University in Tempe mit 5000 Plätzen umziehen würden.  Die Vereinbarung hatte eine Laufzeit bis zum Ende der Saison 2024/25 mit einer Option auf 2025/26, erübrigte sich jedoch durch die zwischenzeitliche Einstellung des Spielbetriebs.

## Farmteams
Zu den Coyotes, wie zu allen anderen NHL-Teams, gehörten auch Mannschaften in niederklassigeren Ligen, sogenannte Farmteams. Im Falle der Coyotes waren dies zuletzt von 2016 bis 2024 die Tucson Roadrunners in der American Hockey League.
Die Farmteams der Phoenix bzw. Arizona Coyotes seit 1996:
| Zeitraum  | Mannschaft             | Liga |
| 1996–2004 | Springfield Falcons    | AHL  |
| 1998–2001 | Las Vegas Thunder      | IHL  |
| 1998–2002 | Mississippi Sea Wolves | ECHL |
| 2000–2001 | B. C. Icemen           | UHL  |
| 2002–2003 | Augusta Lynx           | ECHL |
| 2004–2005 | Idaho Steelheads       | ECHL |
| 2004–2005 | Utah Grizzlies         | AHL  |
| 2005–2011 | San Antonio Rampage    | AHL  |

| Zeitraum  | Mannschaft          | Liga |
| 2005–2006 | Stockton Thunder    | ECHL |
| 2005–2008 | Laredo Bucks        | CHL  |
| 2006–2008 | Phoenix RoadRunners | ECHL |
| 2008–2009 | Arizona Sundogs     | CHL  |
| 2009–2011 | Las Vegas Wranglers | ECHL |
| 2010–2014 | Arizona Sundogs     | CHL  |
| 2011–2015 | Portland Pirates    | AHL  |
| 2011–2015 | Gwinnett Gladiators | ECHL |

| Zeitraum  | Mannschaft          | Liga |
| 2015–2016 | Springfield Falcons | AHL  |
| 2015–2017 | Rapid City Rush     | ECHL |
| 2016–2024 | Tucson Roadrunners  | AHL  |
| 2017–2018 | Fort Wayne Komets   | ECHL |
| 2018–2019 | Norfolk Admirals    | ECHL |
| 2019–2022 | Rapid City Rush     | ECHL |
| 2022–2023 | Atlanta Gladiators  | ECHL |

## Erfolge und Ehrungen

### Sportliche Erfolge
| Division Championships | Saison  |
| Pacific Division       | 2011/12 |

Die Coyotes konnten seit dem Umzug aus Winnipeg vor der Saison 1996/97 kaum sportliche Erfolge feiern. Nach 16 Jahren Ligazugehörigkeit gewannen sie in der Saison 2011/12 erstmals einen Divisions-Titel.
Die Coyotes konnten sich acht Mal für die Play-offs qualifizierten. Dabei zogen sie nach sieben Erstrunden-Niederlagen erstmals 2012 in die zweite Playoff-Runde ein.

### NHL Awards und All-Star Team-Nominierungen
| Auszeichnung                          | Name                                        | Saison                  |
| Bill Masterton Memorial Trophy        | Connor Ingram                               | 2023/24                 |
| Jack Adams Award                      | Bob Francis Dave Tippett                    | 2001/02 2009/10         |
| King Clancy Memorial Trophy           | Shane Doan                                  | 2009/10                 |
| Mark Messier Leadership Award         | Shane Doan                                  | 2011/12                 |
| NHL General Manager of the Year Award | Don Maloney                                 | 2009/10                 |
| Second All-Star Team                  | Keith Tkachuk Ilja Brysgalow                | 1997/98 2009/10         |
| NHL All-Rookie Team                   | Clayton Keller Matias Maccelli Logan Cooley | 2017/18 2022/23 2023/24 |

Seit Umzug des Franchises gelang es zwei Trainern der Phoenix Coyotes einen der individuellen NHL Awards zu gewinnen. Zudem gelang es zwei Spielern in eines der All-Star-Teams gewählt zu werden. 2010 wurde außerdem mit Mannschaftskapitän Shane Doan erstmals ein Akteur mit einer individuellen Auszeichnung geehrt, der aufgrund seiner Führungsqualitäten auf und neben dem Eis und sozialem Engagement herausragte und die King Clancy Memorial Trophy gewann.
Nachdem das Team in der Saison 2001/02 erstmals mehr als 90 Punkte erreicht hatte, wurde Bob Francis als bester Trainer der NHL mit dem Jack Adams Award ausgezeichnet und war damit die erste im Franchise tätige Person, die eine individuelle Auszeichnung erhalten hatte. Im selben Jahr war Sean Burke der erste und einzige Spieler, der unter den letzten Dreien bei der Wahl um eine Trophäe war. Bei der Wahl um die Vezina Trophy setzte sich jedoch Montréals José Théodore durch. Der zur Saison 2009/10 neuverpflichtete Dave Tippett wurde nach seiner Debütsaison in Phoenix als Trainer des Jahres mit dem Jack Adams Award ausgezeichnet. Die Mannschaft hatte unter seiner Führung die bis dahin beste reguläre Saison der Franchisegeschichte absolviert und mit 107 Punkten eine neue Rekordmarke erreicht.
In der zweiten Spielzeit nach dem Umzug wurde Keith Tkachuk in das Second All-Star Team gewählt. Dasselbe gelang auch Ilja Brysgalow nach Abschluss der Saison 2009/10.

### NHL All-Star Game-Nominierungen
| Jahr | Name                                                                           |
| 1997 | Keith Tkachuk Oleg Twerdowski                                                  |
| 1998 | Nikolai Chabibulin                                                             |
| 1999 | Jeremy Roenick Keith Tkachuk Nikolai Chabibulin Teppo Numminen Jim Schoenfeld* |
| 2000 | Jeremy Roenick Nikolai Chabibulin                                              |
| 2001 | Sean Burke Teppo Numminen                                                      |
| 2002 | Sean Burke Paul Mara** Krystofer Kolanos**                                     |
| 2003 | Ossi Väänänen** Branko Radivojevič**                                           |

| Jahr | Name                           |
| 2004 | Shane Doan                     |
| 2007 | Ed Jovanovski Yanic Perreault  |
| 2008 | Ed Jovanovski Peter Mueller**  |
| 2009 | Shane Doan Mikkel Bødker**     |
| 2011 | Keith Yandle                   |
| 2012 | Keith Yandle                   |
| 2015 | Oliver Ekman Larsson           |
| 2016 | John Scott                     |
| 2017 | Mike Smith                     |
| 2018 | Oliver Ekman Larsson           |
| 2019 | Clayton Keller                 |
| 2020 | Darcy Kuemper*** Rick Tocchet* |
| 2022 | Clayton Keller                 |
| 2023 | Clayton Keller                 |
| 2024 | Clayton Keller                 |

** Teilnahme am YoungStars Game

*** verletzungsbedingte Absage
Insgesamt wurden bisher 24 Spieler der Arizona Coyotes von den Fans aufgrund ihrer Beliebtheit ins All-Star Game gewählt oder aufgrund ihrer Leistungen von den Trainern nominiert.
Keith Tkachuk und Oleg Twerdowski waren die ersten Spieler, die die Coyotes bei einem All-Star-Game vertreten durften. Im Jahr darauf stand Torwart Nikolai Chabibulin, wie üblich, für ein Drittel im Tor der Weltauswahl. Dreimal in Folge vertrat er sein Team, kein anderer Spieler kam zu seiner Zeit bei den Coyotes auf mehr Nominierungen. Erst beim dritten All-Star-Game seit bestehen des Teams 1999 gelang Jeremy Roenick mit einer Vorlage der erste Punkt für einen Spieler aus Phoenix. Ein Jahr später war er auch der erste Torschütze. Bester Scorer in einem All-Star-Game bei den Coyotes ist Ed Jovanovski, der mit zwei Vorlagen beim All-Star Game 2008 sein Punktekonto auf drei aufstockte.
Jim Schoenfeld war 1999 als Assistenztrainer beim All-Star-Game dabei. 2002 wurde erstmals ein YoungStars Game veranstaltet. In den ersten beiden Jahren standen je zwei Spieler der Coyotes im Kader. 2008 war Peter Mueller der fünfte Coyote, der an diesem Spiel teilnahm. Ein Jahr darauf folgte Mikkel Bødker.

### Saisonstatistik
Abkürzungen: GP = Spiele, W = Siege, L = Niederlagen, T = Unentschieden, OTL = Niederlagen nach Overtime, Pts = Punkte, GF = Erzielte Tore, GA = Gegentore
| Saison   | GP   | W   | L   | T  | OTL | Pts  | GF   | GA   | Platz | Division | Playoffs |
| -------- | ---- | --- | --- | -- | --- | ---- | ---- | ---- | ----- | -------- | --- |
| 1996/97  | 82   | 38  | 37  | 7  | —   | 83   | 240  | 243  | 3.    | Central  | Niederlage im Conference Viertelfinale, 3:4 (Anaheim)                                                                                             |
| 1997/98  | 82   | 35  | 35  | 12 | —   | 82   | 224  | 227  | 4.    | Central  | Niederlage im Conference Viertelfinale, 2:4 (Detroit)                                                                                             |
| 1998/99  | 82   | 39  | 31  | 12 | —   | 90   | 205  | 197  | 2.    | Pacific  | Niederlage im Conference Viertelfinale, 3:4 (St. Louis)                                                                                           |
| 1999/00  | 82   | 39  | 31  | 8  | 4   | 90   | 232  | 228  | 3.    | Pacific  | Niederlage im Conference Viertelfinale, 1:4 (Colorado)                                                                                            |
| 2000/01  | 82   | 35  | 27  | 17 | 3   | 90   | 214  | 212  | 4.    | Pacific  | nicht qualifiziert |
| 2001/02  | 82   | 40  | 27  | 9  | 6   | 95   | 228  | 210  | 2.    | Pacific  | Niederlage im Conference Viertelfinale, 1:4 (San Jose)                                                                                            |
| 2002/03  | 82   | 31  | 35  | 11 | 5   | 78   | 204  | 230  | 4.    | Pacific  | nicht qualifiziert |
| 2003/04  | 82   | 22  | 36  | 18 | 6   | 68   | 188  | 245  | 5.    | Pacific  | nicht qualifiziert |
| 2004/051 | —    | —   | —   | —  | —   | —    | —    | —    | —     | —        | — |
| 2005/06  | 82   | 38  | 39  | —  | 5   | 81   | 246  | 271  | 5.    | Pacific  | nicht qualifiziert |
| 2006/07  | 82   | 31  | 46  | —  | 5   | 67   | 216  | 284  | 5.    | Pacific  | nicht qualifiziert |
| 2007/08  | 82   | 38  | 37  | —  | 7   | 83   | 214  | 231  | 4.    | Pacific  | nicht qualifiziert |
| 2008/09  | 82   | 36  | 39  | —  | 7   | 79   | 208  | 252  | 4.    | Pacific  | nicht qualifiziert |
| 2009/10  | 82   | 50  | 25  | —  | 7   | 107  | 225  | 202  | 2.    | Pacific  | Niederlage im Conference Viertelfinale, 3:4 (Detroit)                                                                                             |
| 2010/11  | 82   | 43  | 26  | —  | 13  | 99   | 226  | 220  | 3.    | Pacific  | Niederlage im Conference Viertelfinale, 0:4 (Detroit)                                                                                             |
| 2011/12  | 82   | 42  | 27  | —  | 13  | 97   | 216  | 204  | 1.    | Pacific  | Sieg im Conference Viertelfinale, 4:2 (Chicago) Sieg im Conference Halbfinale, 4:1 (Nashville) Niederlage im Conference-Finale, 1:4 (Los Angeles) |
| 2012/132 | 48   | 21  | 18  | —  | 9   | 51   | 125  | 131  | 4.    | Pacific  | nicht qualifiziert |
| 2013/14  | 82   | 37  | 30  | —  | 15  | 89   | 216  | 231  | 4.    | Pacific  | nicht qualifiziert |
| 2014/15  | 82   | 24  | 50  | —  | 8   | 56   | 170  | 272  | 7.    | Pacific  | nicht qualifiziert |
| 2015/16  | 82   | 35  | 39  | —  | 8   | 78   | 209  | 245  | 4.    | Pacific  | nicht qualifiziert |
| 2016/17  | 82   | 30  | 42  | —  | 10  | 70   | 191  | 258  | 6.    | Pacific  | nicht qualifiziert |
| 2017/18  | 82   | 29  | 41  | —  | 12  | 70   | 206  | 251  | 8.    | Pacific  | nicht qualifiziert |
| 2018/19  | 82   | 39  | 35  | —  | 8   | 86   | 209  | 220  | 4.    | Pacific  | nicht qualifiziert |
| 2019/203 | 70   | 33  | 29  | —  | 8   | 74   | 190  | 183  | 5.    | Pacific  | Sieg in der Qualifizierungsrunde, 3:1 (Nashville) Niederlage im Conference-Viertelfinale, 1:4 (Colorado)                                          |
| 2020/213 | 56   | 24  | 26  | —  | 6   | 54   | 150  | 174  | 5.    | West     | nicht qualifiziert |
| 2021/22  | 82   | 25  | 50  | —  | 7   | 57   | 206  | 309  | 8.    | Central  | nicht qualifiziert |
| 2022/23  | 82   | 28  | 40  | —  | 14  | 70   | 225  | 295  | 7.    | Central  | nicht qualifiziert |
| 2023/24  | 82   | 36  | 41  | —  | 5   | 77   | 254  | 274  | 7.    | Central  | nicht qualifiziert |
| Gesamt   | 2142 | 908 | 939 | 94 | 191 | 2121 | 5637 | 6290 |       |          | 9 Playoff-Teilnahmen 12 Serien: 3 Siege, 9 Niederlagen 66 Spiele: 26 Siege, 40 Niederlagen                                                        |

1 Saison wegen des NHL-Lockout 2004/05 ausgefallen
2 Saison wegen des NHL-Lockout 2012/13 verkürzt
3 Saison wegen der COVID-19-Pandemie verkürzt

### Franchiserekorde
Hier sind alle Rekorde gelistet, die seit dem Bestehen des Franchise in der NHL aufgestellt wurden, also auch für den Zeitraum von 1979 bis 1996, als das Franchise als Winnipeg Jets agierte.

#### Karriere
|                                   | Name           | Anzahl                                        |
| Meiste Spiele                     | Shane Doan     | 1.540 (in 21 Spielzeiten)                     |
| Meiste aufeinanderfolgende Spiele | Dale Hawerchuk | 475 (19. Dezember 1982 bis 10. Dezember 1988) |
| Meiste Tore                       | Shane Doan     | 402                                           |
| Meiste Vorlagen                   | Shane Doan     | 570                                           |
| Meiste Punkte                     | Shane Doan     | 972 (402 Tore + 570 Vorlagen)                 |
| Meiste Strafminuten               | Keith Tkachuk  | 1.508                                         |
| Meiste Shutouts                   | Mike Smith     | 22                                            |

#### Saison
|                               | Name           | Anzahl                      | Saison  |
| Meiste Tore                   | Teemu Selänne  | 76                          | 1992/93 |
| Meiste Vorlagen               | Phil Housley   | 79                          | 1992/93 |
| Meiste Punkte                 | Teemu Selänne  | 132 (76 Tore + 56 Vorlagen) | 1992/93 |
| Meiste Punkte als Rookie      | Teemu Selänne  | 132 (76 Tore + 56 Vorlagen) | 1992/93 |
| Meiste Punkte als Verteidiger | Phil Housley   | 97 (18 Tore + 79 Vorlagen)  | 1992/93 |
| Meiste Strafminuten           | Tie Domi       | 347                         | 1993/94 |
| Meiste Siege als Torhüter     | Ilja Brysgalow | 42                          | 2009/10 |

### Mannschaftsrekorde

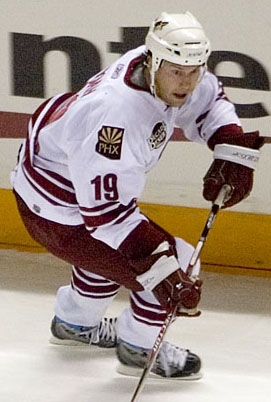
Im Trikot der Coyotes sammelte kein anderer so viele Punkte und Strafminuten wie Shane Doan

Die gelisteten Rekorde beinhalten ausschließlich Leistungen, die als „Coyotes“ zwischen 1996 und 2024 erreicht wurden.

#### Karriere
|                     | Name       | Anzahl                        |
| Meiste Spiele       | Shane Doan | 1.466 (in 20 Spielzeiten)     |
| Meiste Tore         | Shane Doan | 395                           |
| Meiste Vorlagen     | Shane Doan | 560                           |
| Meiste Punkte       | Shane Doan | 955 (395 Tore + 560 Vorlagen) |
| Meiste Strafminuten | Shane Doan | 1252                          |
| Meiste Shutouts     | Mike Smith | 22                            |

#### Saison
|                               | Name                         | Anzahl                                                | Saison          |
| Meiste Tore                   | Keith Tkachuk                | 52                                                    | 1996/97         |
| Meiste Vorlagen               | Ray Whitney                  | 53                                                    | 2011/12         |
| Meiste Punkte                 | Keith Tkachuk Clayton Keller | 86 (52 Tore + 34 Vorlagen) 86 (37 Tore + 49 Vorlagen) | 1996/97 2022/23 |
| Meiste Punkte als Rookie      | Clayton Keller               | 65 (23 Tore + 42 Vorlagen)                            | 2017/18         |
| Meiste Punkte als Verteidiger | Keith Yandle                 | 59 (11 Tore + 48 Vorlagen)                            | 2010/11         |
| Meiste Strafminuten           | Daniel Carcillo              | 324                                                   | 2007/08         |
| Meiste Siege als Torhüter     | Ilja Brysgalow               | 42                                                    | 2009/10         |

## Trainer
Abkürzungen: GC = Spiele, W = Siege, L = Niederlagen, T = Unentschieden, OTL = Niederlagen nach
Overtime, Pts = Punkte, Pts % = Punktquote
| Name           | Saison           | Reguläre Saison | Reguläre Saison | Reguläre Saison | Reguläre Saison | Reguläre Saison | Reguläre Saison | Reguläre Saison | Playoffs | Playoffs | Playoffs |
| Name           | Saison           | GC              | W               | L               | T               | OTL             | Pts             | Pts %           | GC       | W        | L        |
| Don Hay        | 1996/97          | 82              | 38              | 37              | 7               | —               | 83              | .506            | 7        | 3        | 4        |
| Jim Schoenfeld | 1997/98–1998/99  | 164             | 74              | 66              | 24              | —               | 172             | .524            | 13       | 5        | 8        |
| Bob Francis    | 1999/00–2003/04* | 390             | 165             | 144             | 60              | 21              | 411             | .527            | 10       | 2        | 8        |
| Rick Bowness   | 2003/04*         | 20              | 2               | 12              | 3               | 3               | 10              | .250            | —        | —        | —        |
| Wayne Gretzky  | 2005/06–2008/09  | 328             | 143             | 161             | —               | 24              | 310             | .473            | —        | —        | —        |
| Dave Tippett   | 2009/10–2016/17  | 622             | 282             | 257             | —               | 83              | 647             | .520            | 27       | 12       | 15       |
| Rick Tocchet   | 2017/18–2020/21  | 290             | 125             | 131             | —               | 34              | 284             | .490            | 9        | 4        | 5        |
| André Tourigny | 2021/22–2023/24  | 246             | 89              | 131             | —               | 26              | 204             | .415            | —        | —        | —        |

* Wechsel während der laufenden Saison
Kein Erfolg in den Playoffs machte den meisten Trainern der Coyotes in den ersten Jahren nach dem Umzug nach Phoenix zu schaffen. Mit Don Hay setzte man anfangs auf einen Trainer, der im Juniorenbereich erfolgreich gearbeitet hatte, jedoch keine Referenzen in der NHL vorweisen konnte. Nach einer respektablen ersten Saison kam das Aus in der ersten Playoff-Runde und Phoenix holte einen neuen Trainer. Jim Schoenfeld, sein Nachfolger, konnte bereits auf Erfahrungen aus Buffalo, New Jersey und Washington zurückblicken. Auch er konnte in seinen beiden Spielzeiten das Team nicht über die erste Playoff-Runde hinausbringen und wurde daher durch Bob Francis ersetzt. Francis war zuvor Assistenztrainer der Boston Bruins gewesen. Er wurde 2002 zum besten Trainer der NHL gewählt. Zweimal in vier Jahren gelang ihm der Einzug in die Playoffs, doch nach einer Runde war auch unter ihm Schluss. 2004 ersetzte ihn Rick Bowness bis zum Ende der Spielzeit. Von 2005 bis 2009 war Wayne Gretzky, zugleich Mitbesitzer des Franchises, hinter der Bande aktiv. Ihm gelang es nicht, das Team in die Play-offs zu führen. Zur Saison 2009/10 wurde er durch Dave Tippett an der Bande abgelöst. Tippett führte die Coyotes drei Jahre in Folge in die Playoffs sowie in der Saison 2011/12 ins Conference-Finale. Danach folgten jedoch fünf Jahre ohne Playoff-Teilnahme, sodass er die Coyotes nach der Saison 2016/17 verließ. Als sein Nachfolger wurde Rick Tocchet vorgestellt, dessen Vertrag nach der Spielzeit 2020/21 nicht verlängert wurde, sodass André Tourigny das Amt übernahm.

## General Manager
| Name                     | Saison           |
| John Paddock             | 1996/97          |
| Bobby Smith              | 1996/97–2000/01  |
| Cliff Fletcher           | 2000/01–2001/02  |
| Michael Barnett          | 2001/02–2006/07  |
| Don Maloney              | 2007/08–2015/16  |
| John Chayka              | 2016/17–2019/20* |
| Steve Sullivan (interim) | 2019/20*         |
| Bill Armstrong           | 2020/21–2023/24  |

* – Wechsel während der laufenden Saison

## Spieler

### Mannschaftskapitäne
| Jahr      | Name                   |
| 1996–2001 | Keith Tkachuk          |
| 2001–2003 | Teppo Numminen         |
| 2003–2017 | Shane Doan             |
| 2017–2018 | fünf Assistenzkapitäne |
| 2018–2021 | Oliver Ekman Larsson   |

In der Geschichte der Arizona Coyotes gab es bisher vier verschiedene Spieler, die das Amt des Mannschaftskapitäns bekleideten. Mit Keith Tkachuk war der Star des Teams und eine der Integrationsfiguren bei den Coyotes erster Kapitän. Nach seinem Wechsel folgte mit Teppo Numminen ein erfahrener Defensivspezialist, der damals zweitältester Spieler im Team war. Nachdem auch er die Coyotes verlassen hatte, wurde mit Shane Doan ein Spieler zum Kapitän, der schon seit dem Umzug aus Winnipeg in den Reihen der Coyotes stand. Doan führte das Team bis zum Ende der Saison 2016/17 an, sodass er mit 13 Spielzeiten gemeinsam mit Mario Lemieux und Daniel Alfredsson Rang fünf der Rangliste der am längsten amtierenden Mannschaftskapitäne belegt. In die folgende Saison startete man mit fünf Assistenzkapitänen, von denen Oliver Ekman Larsson und Niklas Hjalmarsson gesetzt waren und das dritte A zwischen Derek Stepan, Brad Richardson und Alex Goligoski rotierte. Mit Beginn der Saison 2018/19 wurde Ekman Larsson zum vierten vollwertigen Kapitän der Franchise-Geschichte ernannt, ein Amt, das er bis zu seinem Transfer zu den Vancouver Canucks im Juli 2021 innehatte.

### Mitglieder der Hockey Hall of Fame
| Name           | Aufnahmedatum | Position            |
| Mike Gartner   | 2001          | Spieler             |
| Wayne Gretzky  | 1999          | Mitbesitzer Trainer |
| Dale Hawerchuk | 2001          | Spieler             |
| Phil Housley   | 2015          | Spieler             |
| Bobby Hull     | 1983          | Spieler             |
| Brett Hull     | 2009          | Spieler             |
| Jeremy Roenick | 2024          | Spieler             |
| Serge Savard   | 1986          | Spieler             |
| Teemu Selänne  | 2017          | Spieler             |

Bisher wurden fünf Spieler der ehemaligen Winnipeg Jets sowie drei Spieler der Phoenix Coyotes in die in Toronto befindliche Hockey Hall of Fame aufgenommen. Hawerchuk, Housley, Bobby Hull, Savard und Selänne spielten in ihrer Karriere nie für die Phoenix Coyotes, wurden jedoch nach dem Umzug des Franchise von Winnipeg nach Phoenix in den Statistiken übernommen.
Als Funktionär steht Wayne Gretzky als Mitbesitzer und Cheftrainer im direkten Kontakt zu den Phoenix Coyotes. Er wurde jedoch zwei Jahre vor seinem Engagement bei den Coyotes in die Hall of Fame aufgenommen.

### Gesperrte Trikotnummern
| Nr. | Name           | Sperrungsdatum             |
| 7   | Keith Tkachuk  | 23. Dezember 2011          |
| 9   | Bobby Hull     | 19. Februar 1989           |
| 10  | Dale Hawerchuk | 5. April 2007              |
| 19  | Shane Doan     | 24. Februar 2019           |
| 25  | Thomas Steen   | 1. April 1994              |
| 27  | Teppo Numminen | 30. Januar 2010            |
| 97  | Jeremy Roenick | 9. Februar 2012            |
| 99  | Wayne Gretzky  | 6. Februar 2000 (ligaweit) |

In ihrer Franchise-Geschichte haben die Arizona Coyotes bisher eine Trikotnummer offiziell gesperrt. Zudem wurden zwei gesperrte Nummern vom Vorgänger-Franchise Winnipeg Jets übernommen und eine weitere hinzugefügt. Zudem wird eine weitere offiziell nicht mehr vergeben.
Bereits am 19. Februar 1989 sperrten die Winnipeg Jets das Trikot mit Bobby Hulls Nummer 9. Im April 1994 folgte zudem das Trikot mit der Nummer 25 des Schweden Thomas Steen. Trotz des Umzugs des Franchise von Winnipeg nach Phoenix behielten die Coyotes die beiden gesperrten Nummer der Vorgänger bei. Sie sind damit das einzige ehemalige World-Hockey-Association-Franchise, das dies so praktiziert. Die Banner der beiden erstgesperrten Trikots sind daher in den Vereinsfarben Blau, Weiß und Rot der Jets gehalten. Am 5. April 2007 sperrten sie zusätzlich das Trikot mit der Nummer 10 von Dale Hawerchuk.

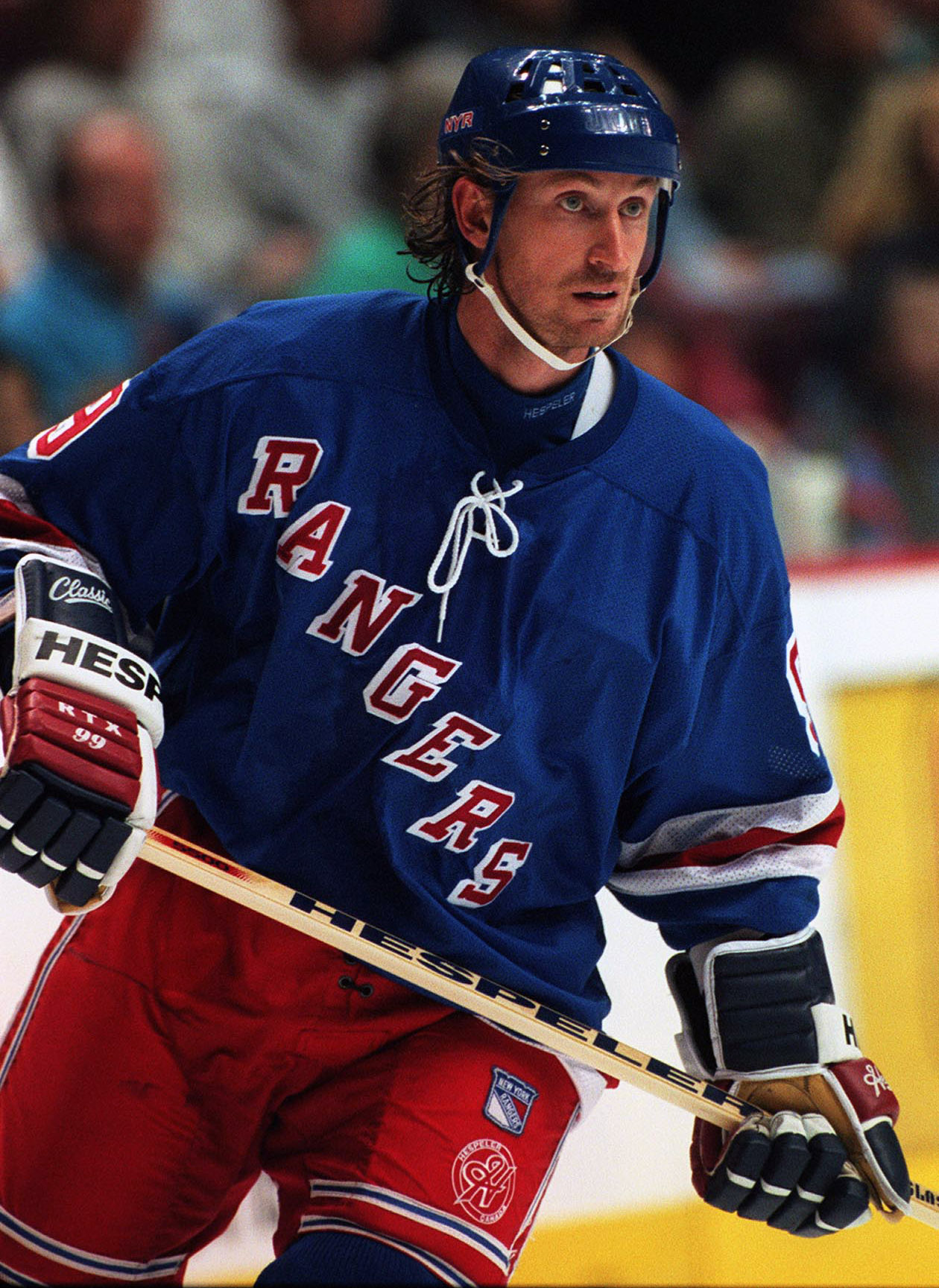
Wayne Gretzky ist eines von sieben Mitgliedern im „Coyotes Ring of Honor“

Mit der Nummer 27 des Finnen Teppo Numminen hingen die Phoenix Coyotes am 30. Januar 2010 erstmals ein Banner eines Spielers unter die Hallendecke, der auch für das Franchise in Phoenix gespielt hatte. Am 23. Dezember 2011 wurde die Nummer 7 von Keith Tkachuk gesperrt und am 9. Februar 2012 die Nummer 97 von Jeremy Roenick. Am 24. Februar 2019 wurde die Nummer 19 von Shane Doan gesperrt.
Zwischenzeitlich gab Bobby Hull zur Spielzeit 2005/06 die Nummer 9 wieder frei, damit sein Sohn Brett Hull diese tragen konnte. Nach fünf Spielen beendete Brett Hull seine Karriere und die Nummer wurde wieder gesperrt.
Des Weiteren wird die berühmte 99 des Kanadiers Wayne Gretzky nicht mehr an einen Spieler vergeben, da sie seit dem 6. Februar 2000 offiziell durch die Liga gesperrt ist.

### Coyotes Ring of Honor
| Name             | Aufnahmedatum     | Position            |
| Wayne Gretzky    | 8. Oktober 2005   | Mitbesitzer Trainer |
| Dale Hawerchuk   | 5. April 2007     | Spieler             |
| Bobby Hull       | 8. Oktober 2005   | Spieler             |
| Teppo Numminen   | 30. Januar 2010   | Spieler             |
| Jeremy Roenick   | 11. Februar 2012  | Spieler             |
| Thomas Steen     | 21. Januar 2006   | Spieler             |
| Keith Tkachuk    | 23. Dezember 2011 | Spieler             |
| Leighton Accardo | 17. April 2021    | Fan                 |

In den sogenannten „Coyotes Ring of Honor“, der am 8. Oktober 2005 gegründet wurde, werden Spieler und Funktionäre aufgenommen, die durch ihre Arbeit bei den Winnipeg Jets bzw. Phoenix Coyotes außerordentliche Verdienste für das Franchise geleistet haben. Bisher zählt der „Ring of Honor“ acht Mitglieder.

### Top-10-Wahlrechte im NHL Entry Draft
| Name                 | Jahr | Draft-Position |
| Blake Wheeler        | 2004 | 5.             |
| Peter Mueller        | 2006 | 8.             |
| Kyle Turris          | 2007 | 3.             |
| Mikkel Bødker        | 2008 | 8.             |
| Oliver Ekman Larsson | 2009 | 6.             |
| Dylan Strome         | 2015 | 3.             |
| Clayton Keller       | 2016 | 7.             |
| Barrett Hayton       | 2018 | 5.             |
| Dylan Guenther       | 2021 | 9.             |
| Logan Cooley         | 2022 | 3.             |
| Dmitri Simaschew     | 2023 | 6.             |

Bisher konnten die Arizona Coyotes seit dem NHL Entry Draft 1996 elf Spieler unter den ersten zehn Rechten wählen, jedoch erstmals bei der Ausgabe des Jahres 2004.
Das bislang höchste Wahlrecht besaßen die Coyotes in den Jahren 2007 und 2022, als sie Kyle Turris bzw. Logan Cooley, an dritter Gesamtposition auswählen konnten. Des Weiteren wählten sie in den Jahren 2006 und 2008 Peter Mueller und Mikkel Bødker an jeweils achter Position aus. Für Aufsehen sorgte der fünfte Pick, den Phoenix im Entry Draft 2004 wählte. Das Management schaffte es nicht Blake Wheeler in den vier Jahren nach dem Draft unter Vertrag zu nehmen, da sich dieser weigerte, für das Team aus Arizona zu spielen. Die Coyotes erhielten als Entschädigung gemäß den Regularien der NHL einen Zweitrunden-Draftpick im Jahr 2008.

### Top-Punktesammler
Die zehn besten Punktesammler der Phoenix/Arizona Coyotes (ohne Winnipeg Jets) bis zum Ende der regulären Saison 2023/24 und der Playoffs 2024.
Abkürzungen: Pos = Position, GP = Spiele, G = Tore, A = Vorlagen, Pts = Punkte, P/G = Punkte pro Spiel
| Name                 | Pos | Saison                                  | GP   | G   | A   | Pts | P/G  |
| Shane Doan           | LW  | 1996/97–2016/17                         | 1466 | 395 | 560 | 955 | 0,65 |
| Clayton Keller       | RW  | 2016/17–2023/24                         | 520  | 166 | 252 | 418 | 0,80 |
| Oliver Ekman Larsson | D   | 2010/11–2020/21                         | 769  | 128 | 260 | 388 | 0,50 |
| Jeremy Roenick       | C   | 1996/97–2000/01 2006/07                 | 454  | 152 | 227 | 379 | 0,66 |
| Radim Vrbata         | RW  | 2007/08 2009/10–2013/14 2016/17–2017/18 | 509  | 157 | 186 | 343 | 0,67 |
| Keith Tkachuk        | LW  | 1996/97–2000/01                         | 332  | 179 | 155 | 334 | 1,01 |
| Martin Hanzal        | C   | 2007/08–2016/17                         | 608  | 117 | 196 | 313 | 0,51 |
| Keith Yandle         | D   | 2006/07–2014/15                         | 558  | 65  | 246 | 311 | 0,56 |
| Nick Schmaltz        | LW  | 2018/19–2023/24                         | 344  | 93  | 176 | 269 | 0,78 |
| Teppo Numminen       | D   | 1996/97–2002/03                         | 551  | 55  | 214 | 269 | 0,49 |

| Name             | Pos | GP | G  | A  | Pts | P/G  |
| Shane Doan       | LW  | 49 | 15 | 13 | 28  | 0,57 |
| Keith Yandle     | D   | 27 | 3  | 16 | 19  | 0,70 |
| Jeremy Roenick   | C   | 18 | 9  | 9  | 18  | 1,00 |
| Keith Tkachuk    | LW  | 25 | 11 | 7  | 18  | 0,72 |
| Radim Vrbata     | RW  | 27 | 6  | 8  | 14  | 0,52 |
| Martin Hanzal    | C   | 23 | 4  | 8  | 12  | 0,52 |
| Teppo Numminen   | D   | 24 | 6  | 5  | 11  | 0,46 |
| Rick Tocchet     | RW  | 13 | 6  | 5  | 11  | 0,85 |
| Cliff Ronning    | C   | 13 | 1  | 10 | 11  | 0,85 |
| Antoine Vermette | C   | 16 | 5  | 5  | 10  | 0,63 |